# Halichoeres scapularis
Halichoeres scapularis es una especie de peces de la familia Labridae en el orden de los Perciformes.

## Morfología
Los machos pueden llegar alcanzar los  20 cm de longitud total.

## Distribución geográfica
Se encuentra desde el mar Rojo y la África Oriental hasta Papúa Nueva Guinea, Japón y la Gran Barrera de Coral (Australia).